# Valentin Loos
Valentin Jaroslav „Vilém” Loos (ur. 20 września 1895 w Pradze, zm. 8 września 1942 tamże) – czechosłowacki hokeista, medalista olimpijski i mistrzostw Europy.

## Występy na IO
| Rok  | Igrzyska Olimpijskie | Konkurencja     | Wyniki     |
| 1920 | Antwerpia 1920       | hokej na lodzie | brąz       |
| 1924 | Chamonix 1924        | hokej na lodzie | 5. miejsce |

Zdobył złote medale mistrzostw Europy w 1922 i 1926, srebrne w 1921 i 1926 oraz brązowy w 1923.